# 张弘籍
张弘籍，字真艺，祖籍范阳方城（今河北省固安县南），西晋司空张华七世孙，萧齐时官员。
张弘籍南齐初年官至镇西将军属下参军，在官任上去世。他是张穆之的儿子，他的姐妹张尚柔嫁给萧顺之，生下儿子萧衍。萧衍即位为梁武帝，追赠外祖父张穆之为光禄大夫，加金章紫绶。追赠舅舅张弘籍为廷尉卿。张弘籍无子，以他的叔伯弟弟张弘策的儿子张缵为嗣。